# Benia
Benia est certainement un homme d'origine asiatique, peut être un Hébreu, occupant un poste dans la classe moyenne de l'administration pharaonique. Le nom que porte sa mère pourrait être d'origine mittanienne ; celui de son père, hittite.
Il a un second nom, un nom de cour typiquement égyptien Pȝ-ḥqȝ-mn. Il porte les titres d'« Enfant du Kep », « Supérieur des travaux (de construction) », « Supérieur des artisans du Seigneur des Deux Terres » et « Supérieur des porteurs de sceaux », ce qui traduit sa position sociale dans la classe moyenne des fonctionnaires.
La carrière de Benia s'est probablement déroulée pendant l'époque Hatchepsout - Thoutmôsis III sans que l'on sache exactement qui occupait le trône réellement car le souverain n'est pas nommé dans la tombe. Ce dernier est appelé « Seigneur des Deux Terres », « le Dieu parfait », « Roi » ou « Seigneur », s'agissant là d'une manière détournée de ne pas le nommer dans la période transitoire entre la fin du règne d'Hatchepsout et celui de Thoutmôsis III.

## Sépulture
La tombe (TT343) de Benia se trouve au pied de la colline de Cheikh Abd el-Gournah dans la vallée des Nobles. Elle est composée selon la structure classique de l'époque : une avant-cour taillée dans la roche sans aucune décoration, et à l'intérieur, deux salles disposées selon le modèle classique du T inversé, une première salle transversale de la largeur de l'avant-cour et une autre en longueur qui se termine par une niche contenant des statues du défunt et de ses plus proches parents.